# Cockerelliella
Cockerelliella es un género de insectos hemípteros de la familia Aleyrodidae, subfamilia Aleyrodinae. El género fue descrito primero por Sundararaj & David en 1992. La especie tipo es Cockerelliella indica.

## Especies
La siguiente es la lista de especies pertenecientes a este género.
- Cockerelliella adinandrae (Corbett, 1935)
- Cockerelliella bladhiae (Takahashi, 1931)
- Cockerelliella curcumae (Corbett, 1935)
- Cockerelliella dehradunensis (Jesudasan & David, 1991)
- Cockerelliella dioscoreae Sundararaj & David, 1992
- Cockerelliella indica Sundararaj & David, 1992
- Cockerelliella karmardini (Corbett, 1935)
- Cockerelliella lumpurensis (Corbett, 1935)
- Cockerelliella meghalayensis Sundararaj & David, 1992
- Cockerelliella psidii (Corbett, 1935)
- Cockerelliella quaintancei Sundararaj & David, 1992
- Cockerelliella rhodamniae (Corbett, 1935)
- Cockerelliella rotunda Regu & David, 1993
- Cockerelliella sembilanensis (Corbett, 1935)
- Cockerelliella somnathensis Sundararaj, 2000
- Cockerelliella splendens Meganathan & David, 1994
- Cockerelliella zingiberae Sundararaj & David, 1992